# Lista de museus de Sergipe

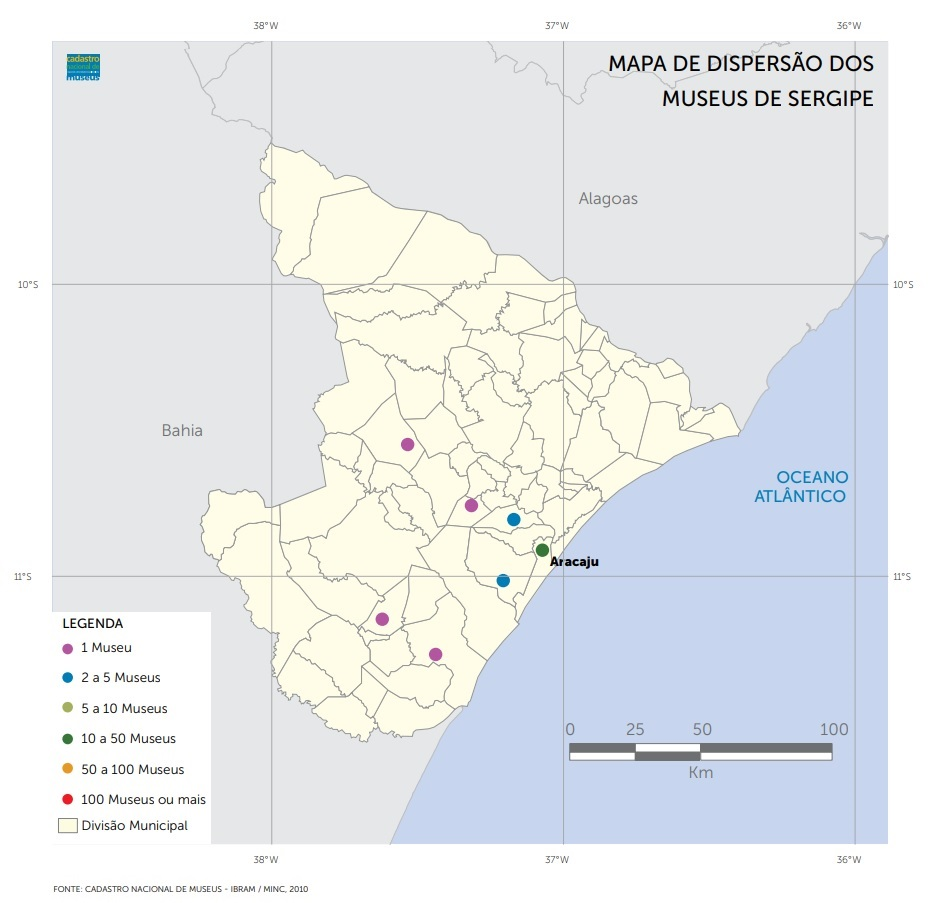
Mapa de dispersão dos museus de Sergipe. Fonte: Cadastro Nacional de Museus/IBRAM

Esta é uma lista de museus do estado de Sergipe, na Região Nordeste do Brasil. A lista inclui as 25 unidades museológicas sergipanas registradas no Cadastro Nacional do Instituto Brasileiro de Museus (Ibram), além de outras instituições, acervos públicos, centros científicos, espaços culturais e reservas naturais em conformidade com a definição de museu do Conselho Internacional de Museus (ICOM). Conforme o Cadastro Nacional, Sergipe possui 77.577 habitantes por unidade museal. A capital do estado, Aracaju, concentra mais de 60% dos museus. O mais antigo museu do estado, o Museu do Instituto Histórico e Geográfico de Sergipe (atual Museu Galdino Bicho), foi fundado em 1912. A maioria dos museus sergipanos (80%) é gerida pelo poder público - 50% administrados pelo governo estadual. Prevalecem os museus históricos, artísticos e de imagens e sons. Em torno de 60% dos museus de Sergipe estão equipados com bibliotecas e 90% realizam exposições temporárias regularmente. Na presente lista, os museus estão agrupados por município e apresentados em ordem alfabética.

## Municípios

### Aracaju
| Imagem | Instituição                                                                 | Natureza administrativa | Ano de criação | Tipologia do acervo | Outras informações |
| ------ | --------------------------------------------------------------------------- | ----------------------- | -------------- | --- | --- |
|        | Casa de Ciência e Tecnologia da Cidade de Aracaju (CCTECA Galileu Galilei)  | Público - Municipal     | 2009           | Ciência e Tecnologia | Fruto de um projeto piloto desenvolvido em parceria pelo Ministério da Ciência e Tecnologia e pela Prefeitura de Aracaju, a CCTECA Galileu Galilei é equipada com um dos mais modernos planetários do Brasil (e o primeiro a ser instalado no país com sistema digital). O espaço conta ainda com coleções de meteoritos, trombólitos e objetos relacionados à astronomia. |
|        | Centro de Cultura e Arte da Universidade Federal de Sergipe (Cultart)       | Público - Federal       | 1980           | Artes Visuais; História; Imagem e Som | Fundado em 1980, o Centro de Cultura e Arte é uma unidade vinculada à Pró-Reitoria de Extensão da Universidade Federal de Sergipe, encarregada de promover eventos culturais. Encontra-se sediado no antigo Asilo Nossa Senhora da Pureza, orfanato erguido em 1874 e tombado como patrimônio estadual. Abriga a Pinacoteca Professor Luiz Alberto dos Santos, com mais de 100 obras de artistas brasileiros, e a Galeria de Arte Florival Santos, dedicada a exposições temporárias de artes visuais, entre outros equipamentos. |
|        | Centro de Memória da Ciência e da Tecnologia em Sergipe (CMCTS)             | Público - Estadual      | 2004           | Artes Visuais; Ciência e Tecnologia; História; Imagem e Som                                                                               | O museu é mantido pelo Instituto Tecnológico e de Pesquisas do Estado de Sergipe (ITPS), sendo o primeiro espaço museológico dedicado à história da ciência e tecnologia no estado. Possui um acervo de aproximadamente 2000 peças, entre equipamentos científicos, elétricos, óticos, térmicos, de precisão, porcelanato, vidrarias e utensílios de plástico. O acervo documental, por sua vez, é constituído de mais de 1700 itens relacionados à história da ciência em Sergipe. |
|        | Centro de Memória Eleitoral Desembargador José Antônio Andrade Góes (CEMEL) | Público - Estadual      | 2000           | História; Imagem e Som | Espaço dedicado à preservação da memória da justiça eleitoral de Sergipe. Organiza exposições de média e longa duração com temas correlatos à justiça eleitoral, como participação política e cidadania. |
|        | Centro de Memória Lourival Baptista                                         | Privado - Sociedade     | 2002           | História; Imagem e Som | O Centro de Memória Lourival Baptista dedica-se à preservação da memória política de Sergipe e do acervo pessoal de Lourival Baptista, deputado, senador e governador do estado, composto por cerca de 2.000 objetos, 20 mil fotografias e 6.000 exemplares bibliográficos. É mantido pela Universidade Tiradentes. |
|        | Espaço Cultural Yázigi                                                      | Privado - Empresa       | 1998           | História; Imagem e Som | Espaço cultural mantido pela rede Yázigi, com galeria de arte e cine-teatro. |
|        | Galeria de Arte J. Inácio                                                   | Público - Estadual      | 1981           | Artes Visuais | A galeria encontra-se localizada em uma ala da Biblioteca Pública Epifânio Dória. Organiza exposições temporárias e conserva um acervo próprio, incluindo um conjunto de obras do pintor que dá nome à instituição, J. Inácio. |
|        | Galeria de Artes Álvaro Santos (GAAS)                                       | Público - Municipal     | 1966           | Artes Visuais | Inaugurada em 1966 com uma retrospectiva de obras de seu patrono, o pintor Álvaro Santos, a galeria é mantida pela Fundação Cultural de Aracaju e se destaca como um dos mais relevantes espaços artísticos do estado. Organiza exposições temporárias e atividades culturais variadas, além de manter um acervo permanente de aproximadamente 300 obras, majoritariamente composto por artistas sergipanos, tais como Jenner Augusto, J. Inácio, Adauto Machado e Ismael Pereira. |
|        | Memorial Carvalho Neto                                                      | Público - Estadual      |                | História; Imagem e Som | Memorial dedicado à preservação da memória do Tribunal Regional do Trabalho da 20ª Região. |
|        | Memorial Clodomir Silva                                                     | Público - Municipal     |                | História; Imagem e Som | Espaço expositivo instalado no interior biblioteca homônima, com documentos, objetos e obras de arte relacionados ao patrono, Clodomir Silva, jornalista, escritor, advogado e político que integrou a elite intelectual sergipana no começo do século XX. |
|        | Memorial da Advocacia Sergipana                                             | Privado - Associação    | 2010           | História; Imagem e Som | Memorial com exposição fixa sobre a história da advocacia e da seccional sergipana da Ordem dos Advogados do Brasil. Encontra-se instalado no Solar Rollemberg, um palacete histórico, tombado como patrimônio do estado na década de 1980. |
|        | Memorial da Aviação Civil                                                   | Público - Federal       |                | História; Imagem e Som | Espaço expositivo localizado no interior do Aeroporto Internacional de Aracaju, voltado à difusão do conhecimento sobre a trajetória da aviação civil em Sergipe. |
|        | Memorial da Bandeira                                                        | Público - Municipal     | 2004           | História | Criado como parte do projeto "Museu de Rua" da prefeitura de Aracaju, o Memorial da Bandeira dispõe de exemplares de bandeiras, selos, brasões e símbolos oficiais do Brasil, de Sergipe e de Aracaju desde a era colonial. Também possui uma maquete reproduzindo o estado de Sergipe com miniaturas das igrejas de 75 municípios do estado. |
|        | Memorial de Sergipe                                                         | Privado - Sociedade     | 1998           | Antropologia e Etnografia; Arqueologia; Artes Visuais; Ciência e Tecnologia; Ciências Naturais e História Natural; História; Imagem e Som | O Memorial de Sergipe é um museu universitário, sob tutela da Universidade Tiradentes. Possui um amplo e diversificado acervo, com aproximadamente 16.000 peças, incluindo fósseis, artefatos arqueológicos, objetos históricos, obras de arte, documentos e fotos relacionados à história natural, socioeconômica, cultural e artística de Sergipe. |
|        | Memorial Deputada Quintina Diniz                                            | Público - Estadual      | 1998           | História; Imagem e Som | Espaço expositivo dedicado à história do poder legislativo em Sergipe. É nomeado em homenagem a Quintina Diniz, fundadora do primeiro educandário feminino de Sergipe e primeira mulher a ser eleita como deputada na Assembleia Legislativa do Estado, em 1934. Encontra-se instalado junto à Escola do Legislativo, no Palácio Fausto Cardoso. |
|        | Memorial do Instituto Dom Luciano Duarte                                    | Privado - Sociedade     |                | História; Imagem e Som | Memorial dedicado à vida e obra de Dom Luciano Duarte, educador, filósofo e arcebispo emérito de Aracaju, com seus objetos pessoais, objetos de culto, imagens e documentos. Está instalado no Instituto Dom Luciano, onde também se encontra a biblioteca do arcebispo, com cerca de 4 mil exemplares |
|        | Memorial do Poder Judiciário de Sergipe                                     | Público - Estadual      | 2004           | Artes Visuais; História; Imagem e Som | O memorial encontra-se instalado no Palácio Sílvio Romero (nomeado em homenagem ao renomado jurista sergipano), inaugurado em 1895 para servir como primeira sede do Tribunal de Justiça de Sergipe, então denominado "Tribunal de Relação". Idealizado em estilo eclético e com influência neoclássica, possui elementos decorativos em estilo art nouveau e rico acabamento interno. Abriga exposições permanentes sobre o poder judiciário em Sergipe e os juristas do estado. |
|        | Memorial do Teatro Sergipano                                                | Público - Estadual      | 2011           | Artes Visuais; História; Imagem e Som | Localizado no interior do Teatro Lourival Batista, o memorial foi inaugurado em 2011 e conta com um acervo de 500 peças relacionadas à história das artes cênicas em Sergipe. |
|        | Memorial Ivone de Menezes Vieira                                            | Público - Municipal     | 2005           | Artes Visuais; História; Imagem e Som | Inaugurado em 2005, está instalado no interior da biblioteca homônima. Possui uma exposição permanente de pertences de Ivone de Menezes Vieira, artista plástica laranjeirense. |
|        | Memorial Luciano Barreto Júnior                                             | Privado - Sociedade     | 2003           | História; Imagem e Som | Localizado no interior do Instituto Luciano Barreto Júnior, é mantido pela Construtora Celi. |
|        | Memorial Valdice Teles                                                      | Público - Municipal     |                | Artes Visuais; História; Imagem e Som | Espaço expositivo com objetos, imagens e documentos referentes à atriz e professora Valdice Teles, localizado no interior da escola de arte homônima. |
|        | Museu da Gente Sergipana                                                    | Público - Estadual      | 2011           | Antropologia e Etnografia; Artes Visuais; História; Imagem e Som                                                                          | Mantido pelo Instituto Banese (organização do Banco do Estado de Sergipe responsável por coordenar ações de caráter sócio-cultural), o Museu da Gente Sergipana foi o primeiro museu multimídia interativo inaugurado na Região Nordeste. É dedicado à difusão do patrimônio cultural material e imaterial do estado de Sergipe. Encontra-se instalado no antigo edifício do Colégio Atheneu Dom Pedro II. |
|        | Museu de Rua da Ponte do Imperador                                          | Público - Municipal     | 2004           | História | Embarcadouro inaugurado em 1860 para recepcionar o vapor Apa, trazendo a bordo Dom Pedro II e Teresa Cristina. Foi reformado em 1904, ganhando um portal medieval e estrutura metálica importada da Inglaterra. Em 1920, uma nova reforma, idealizada pelo arquiteto italiano Hugo Bozzi, conferiu à entrada do embarcadouro o aspecto atual, substituindo o portal medieval por dois torreões em alvenaria encimados por esculturas de índios. Em 2004, passou a abrigar um "museu de rua" com uma maquete da cidade e informações sobre o local. |
|        | Museu do Artesanato de Sergipe                                              | Público - Estadual      | 1991           | Artes Visuais | O Museu do Artesanato está instalado no antigo edifício da Escola Normal, inaugurado em 1911 e convertido em Centro de Turismo em 1978. Possui uma exposição permanente de peças produzidas pelos principais artesãos do estado. |
|        | Museu do Homem Sergipano (MUHSE)                                            | Público - Federal       | 1976           | Antropologia e Etnografia; Arqueologia; Artes Visuais; Ciência e Tecnologia; História; Imagem e Som                                       | O Museu do Homem Sergipano é um museu universitário ligado à Pró-Reitoria de Extensão da Universidade Federal de Sergipe. Aborda temas históricos, antropológicos e etnográficos, tais como a ocupação primitiva do território do estado, a colonização, o trabalho, a economia, as divisões sociais, estruturas de poder e representações culturais do povo sergipano. Sua sede é um casarão erguido no início do século XX para servir de residência à familia do ex-governador Manoel Dantas, projetado pelo arquiteto italiano Hugo Bozzi. |
|        | Museu Galdino Bicho                                                         | Privado - Associação    | 1912           | Antropologia e Etnografia; Arqueologia; Artes Visuais; Ciências Naturais e História Natural; Ciência e Tecnologia; História; Imagem e Som | O museu é parte constitutiva do Instituto Histórico e Geográfico de Sergipe (IHGSE), criado em 1912 por um grupo de acadêmicos e intelectuais sergipanos. É o museu mais antigo de Sergipe. Seu maior benemérito foi o pintor fluminense Galdino Guttmann Bicho, que legou postumamente importante acervo iconográfico à instituição, com obras de Rodolfo Chambelland, Victor Meirelles e dos irmãos Henrique e Rodolfo Bernardelli, entre outros. A coleção é bastante diversificada, abrangendo desde fósseis, artefatos líticos pré-históricos e animais empalhados até acervos de armaria, cerâmica, mapas antigos e mobiliário. |
|        | Museu Médico de Sergipe                                                     | Privado - Associação    | 1989           | Ciência e Tecnologia; História; Imagem e Som                                                                                              | Fundado em 1989 pela Sociedade Médica de Sergipe, o museu passou para a guarda da Academia Sergipana de Medicina em 2004. Possui um acervo de objetos históricos, imagens e teses relacionados à história da medicina em Sergipe. |
|        | Oceanário de Aracaju                                                        | Privado - Fundação      | 2000           | Artes Visuais; Ciências Naturais e História Natural; História; Imagem e Som                                                               | Administrado pela Fundação Pró-TAMAR, mantenedora do Projeto TAMAR, o Oceanário de Aracaju foi o primeiro a ser estabelecido no Nordeste. Encontra-se instalado na Praia de Atalaia, ocupando uma área de 141 mil metros quadrados (1.700 metros quadrados de área construída) cedida pelo Governo Federal. Reúne cerca de 70 espécies nativas de Sergipe, expostas em 18 aquários (5 de água doce e 13 de água salgada), com destaque para um aquário oceânico com 150 mil litros, abrigando 30 espécies, incluindo tubarões, arraias, moréias, xaréus, caranhas e meros. Também conserva tanques com espécies de invertebrados, crustáceos, moluscos e peixes e uma réplica da parte submersa de uma plataforma petrolífera, entre outras atrações. |
|        | Palácio-Museu Olímpio Campos                                                | Público - Estadual      | 2010           | Artes Visuais; História; Imagem e Som | A construção do palácio foi idealizada durante a gestão de Salvador Correia de Sá, visando abrigar o governo provincial, mas a construção só foi iniciada em 1859, no governo de Manuel da Cunha Galvão, a partir do projeto do engenheiro Francisco Pereira da Silva. Em 1860, ainda em obras, recebeu a visita do imperador Dom Pedro II. Inaugurado em 1863, serviu como sede ao governo sergipano até 1995 e foi transformado em museu em 2010. Concebido em estilo eclético, com influência neoclássica, o palácio passou por uma grande reforma no início do século XX, que alterou significativamente a fachada e o interior. Possui acabamento em material nobre e opulenta decoração interna, destacando-se o conjunto de pinturas, esculturas e elementos decorativos executados por um grupo de artistas italianos então ativos na Bahia (Orestes Cercelli, Bruno Cercelli, Belando Bellandi, Orestes Gatti, entre outros). |

### Areia Branca
| Imagem | Instituição                        | Natureza administrativa | Ano de criação | Tipologia do acervo | Outras informações |
| ------ | ---------------------------------- | ----------------------- | -------------- | ------------------- | --- |
|        | Parque Nacional Serra de Itabaiana | Público - Federal       | 2005           |                     | Administrado pelo Instituto Chico Mendes de Conservação da Biodiversidade, o parque abrange uma área de 7.966 hectares distribuídos entre os municípios de Areia Branca, Laranjeiras, Itabaiana, Itaporanga d'Ajuda e Campo do Brito, e inúmeras cachoeiras, poços, riachos e penhascos. A Mata Atlântica e a Caatinga são os dois biomas conservados, ao passo que a fauna nativa compreende ao menos 16 espécies de répteis, 24 espécies de anfíbios, 62 espécies de mamíferos e 123 espécies de aves. |

### Boquim
| Imagem | Instituição                         | Natureza administrativa | Ano de criação | Tipologia do acervo                                                                    | Outras informações |
| ------ | ----------------------------------- | ----------------------- | -------------- | -------------------------------------------------------------------------------------- | --- |
|        | Museu Raimundo Fernandes da Fonseca | Público - Municipal     | 1994           | Antropologia e Etnografia; Artes Visuais; Ciência e Tecnologia; História; Imagem e Som | Principal centro cultural do município, o museu possui um acervo composto por objetos históricos, obras de arte, documentação textual e icnográfica relacionados à história da cidade e de suas personalidades públicas, incluindo um conjunto de pertences pessoais do patrono, Raimundo Fernandes da Fonseca, e o espólio epistolar do compositor Hermes Fontes. |

### Canindé de São Francisco
| Imagem | Instituição                         | Natureza administrativa | Ano de criação | Tipologia do acervo                              | Outras informações |
| ------ | ----------------------------------- | ----------------------- | -------------- | ------------------------------------------------ | --- |
|        | Museu de Arqueologia de Xingó (MAX) | Público - Federal       | 2000           | Antropologia e Etnografia; Arqueologia; História | Mantido pela Universidade Federal de Sergipe, o Museu de Arqueologia de Xingó surgiu como fruto de um projeto de pesquisa e preservação do patrimônio arqueológico do Baixo São Francisco, realizado em parceria com a Companhia Hidrelétrica do São Francisco, e desenvolvido entre 1988 e 1997. É equipado com laboratórios de pesquisa arqueológica, reserva técnica, sítio-escola e uma unidade de exposições. Conserva um vasto acervo arqueológico, composto por mais de 50.000 peças, abarcando artefatos e evidências da presença humana na região do Baixo São Francisco com mais de 9.000 anos de idade. |

### Estância
| Imagem | Instituição                 | Natureza administrativa | Ano de criação | Tipologia do acervo                   | Outras informações |
| ------ | --------------------------- | ----------------------- | -------------- | ------------------------------------- | --- |
|        | Casa de Cultura de Estância | Público - Estadual      |                | Artes visuais; História; Imagem e Som | Principal polo cultural do município, oferece exposições temporárias, cursos e atrações culturais. Foi fechada para trabalhos de catalogação do acervo museológico, sem previsão de reabertura. |

### Frei Paulo
| Imagem | Instituição      | Natureza administrativa | Ano de criação | Tipologia do acervo                   | Outras informações |
| ------ | ---------------- | ----------------------- | -------------- | ------------------------------------- | --- |
|        | Museu do Cangaço | Privado - Associação    | 2009           | Artes visuais; História; Imagem e Som | Localizado no povoado de Alagadiço, no município de Frei Paulo, o Museu do Cangaço foi fundado por Antônio Porfírio, escritor e membro da Sociedade Brasileira de Estudos do Cangaço. Contem um acervo de objetos relacionados ao cangaço, destacando-se pertences de Lampião, como punhais e armas, e objetos de Zé Baiano, cangaceiro ativo na região. Possui uma biblioteca com aproximadamente 10.000 volumes. |

### Laranjeiras
| Imagem | Instituição                             | Natureza administrativa | Ano de criação | Tipologia do acervo                                | Outras informações |
| ------ | --------------------------------------- | ----------------------- | -------------- | -------------------------------------------------- | --- |
|        | Casa de Cultura João Ribeiro            | Público - Estadual      | 1973           | Artes Visuais; História                            | Casa-museu onde viveu o jornalista, escritor e pintor João Ribeiro, hoje dedicada à preservação de sua memória e difusão de sua obra. Possui um acervo de aproximadamente 500 livros, objetos e documentos originalmente pertencentes ao patrono. |
|        | Museu Afro-Brasileiro de Sergipe (MABS) | Público - Estadual      | 1976           | Antropologia e Etnografia; História                | Inaugurado em 1976, o Museu Afro-Brasileiro é a mais antiga instituição museológica devotada à cultura afro-brasileira do país. Conserva um diversificado acervo de peças que remontam ao século XVII, relacionadas à diáspora africana e à escravidão no Brasil (instrumentos usados no trabalho forçado, objetos de tortura, utensílios do cotidiano dos cativos), à religiosidade afro-brasileira (elementos de cultos, objetos de terreiros, imaginária do candomblé), ao folclore e à cultura popular. Encontra-se instalado em um edifício de inspiração neoclássica, erguido no século XIX para abrigar a residência e uma casa de comércio da família Brandão. |
|        | Museu de Arte Sacra de Laranjeiras      | Público - Estadual      | 1978           | Antropologia e Etnografia; Artes Visuais; História | O museu foi criado por meio de um convênio entre a Arquidiocese de Aracaju, a Prefeitura Municipal de Laranjeiras e a Secretaria de Estado da Cultura do governo de Sergipe, com o objetivo de preservar e salvaguardar o acervo sacro das igrejas localizadsa na região do Vale do Cotinguiba. Sua primeira sede foi a Igreja Nossa Senhora da Conceição dos Homens Pardos. Em 1995, foi transferido para um casarão do início do século XX, que pertencera à família de Lafayet Pimentel de Barros Franco. O acervo é composto por aproximadamente 500 peças, entre imagens, pinturas, mobiliários, alfaias, porcelanas e documentos.                                |

### São Cristóvão
| Imagem | Instituição                                           | Natureza administrativa      | Ano de criação | Tipologia do acervo                   | Outras informações |
| ------ | ----------------------------------------------------- | ---------------------------- | -------------- | ------------------------------------- | --- |
|        | Museu da Polícia Militar do Estado de Sergipe (MPMSE) | Público - Estadual           | 1969           | História; Imagem e Som                | Inicialmente instalado no Quartel do Comando da Polícia Militar em Aracaju, foi posteriormente transferdo para São Cristóvão. O acervo é majoritariamente composto por armas brancas e de fogo, uniformes e fardamentos, equipamentos de comunicação, transporte, carga e campanhas utilizados por corporações militares nos séculos XIX e XX. |
|        | Museu de Arte Sacra de Sergipe                        | Privado - Entidade Religiosa | 1974           | Artes visuais; História; Imagem e Som | O museu foi estabelecido por meio de um acordo firmado em 1974, entre a Arquidiocese de Aracaju, a prefeitura de São Cristóvão e o governo do estado de Sergipe. Ocupa dois pisos de uma ala da antiga Igreja da Ordem Terceira de São Francisco, ao lado do convento homônimo. A edificação, inaugurada em 1693, faz parte do conjunto arquitetônico da Praça São Francisco, tombada como patrimônio da humanidade pela UNESCO. O museu possui um acervo de aproximadamente 500 peças datadas do século XVII ao século XX, constituído por exemplares de mobiliário, ourivesaria e imaginária adquiridas por doações, transferências e compras. |
|        | Museu Histórico de Sergipe                            | Público - Estadual           | 1960           | Artes visuais; História; Imagem e Som | O Museu Histórico de Sergipe encontra-se instalado no antigo Palácio Provincial, erguido no século XVIII, parte integrante do conjunto arquitetônico da Praça São Francisco, tombado como patrimônio mundial pela UNESCO. Conserva um acervo de aproximadamente 5.000 peças, abrangendo objetos e documentos relativos à história de São Cristóvão, do Brasil e de Sergipe, itens referentes a personalidades sergipanas (tais como Manuel Bomfim e Sílvio Romero), obras de arte (João Quaglia, Carybé, Jenner Augusto, Horácio Pinto da Hora, Roberto Montenegro, etc.), artesanato, cultura popular, entre outras coleções.                   |